# لاين كينيدي
لاين كينيدي (بالإنجليزية: Iain Kennedy)‏ هو مجدف أيرلندي، ولد في 4 أبريل 1950.

## وصلات خارجية
- لاين كينيدي على موقع الاتحاد الدولي للتجديف (الإنجليزية)
- لاين كينيدي على موقع اللجنة الأولمبية الدولية (الإنجليزية)
- لاين كينيدي على موقع أوليمبيديا (الإنجليزية)